# MTZ
MTZ, Uzina de tractoare din Minsk (Bielorusă: Мінскі трактарны завод, Rusă: Минский тракторный завод, МТЗ), este o întreprindere industrială majoră din Minsk, Belarus, ce se ocupă cu proiectarea, construcția și dezvoltarea tractoarelor. 

## Sport
Uzina de tractoare din Minsk este sponsorul oficial al echipei de fotbal FC MTZ-RIPO care evoluează în Prima Ligă Bielorusă. Meciurile de acasă ea le dispută pe stadionul Traktor, care se află în apropierea uzinei.

## Galerie

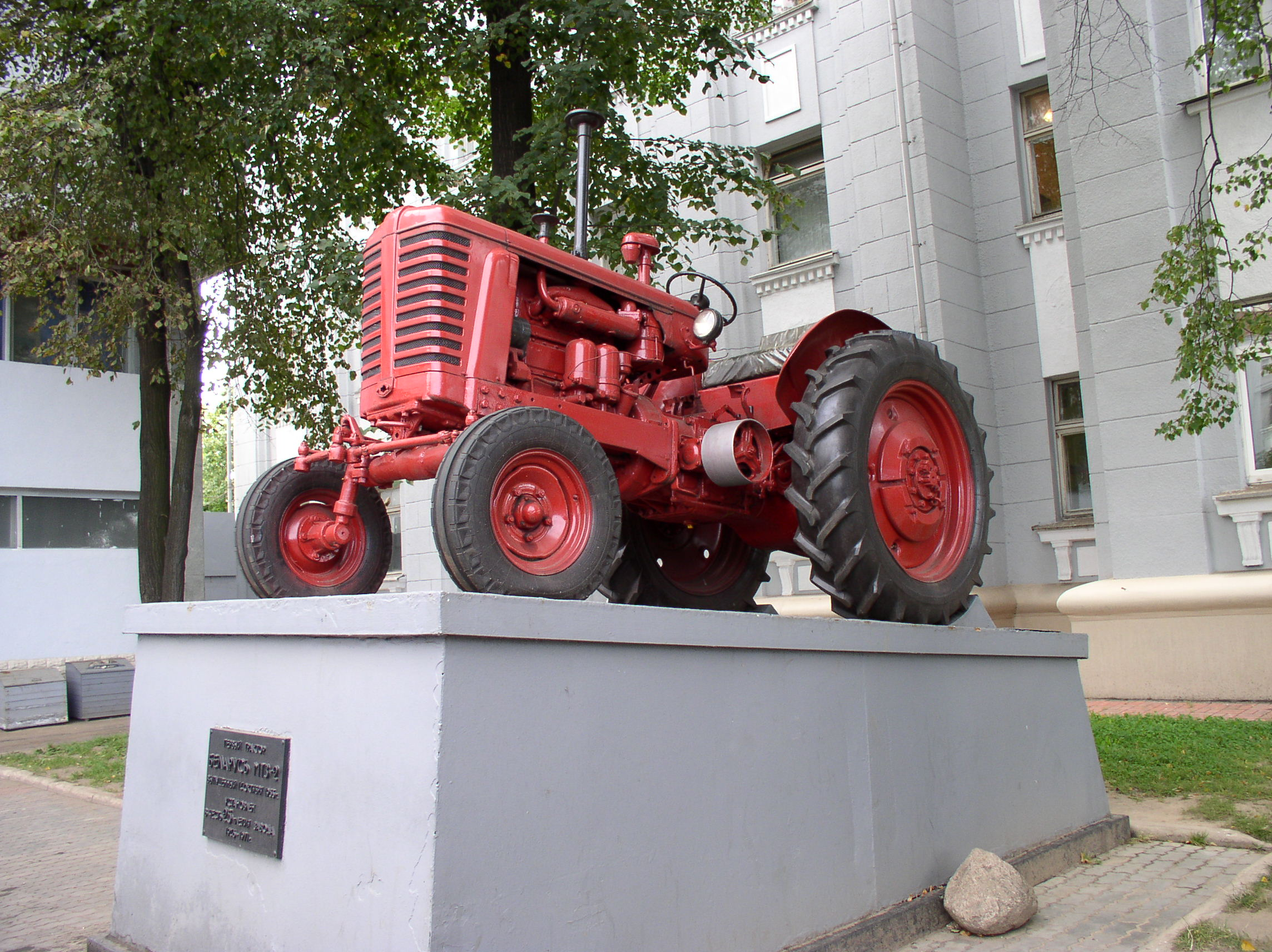
Tractor "Belarus MTZ-2" near Minsk Tractor Works. Minsk, Belarus.
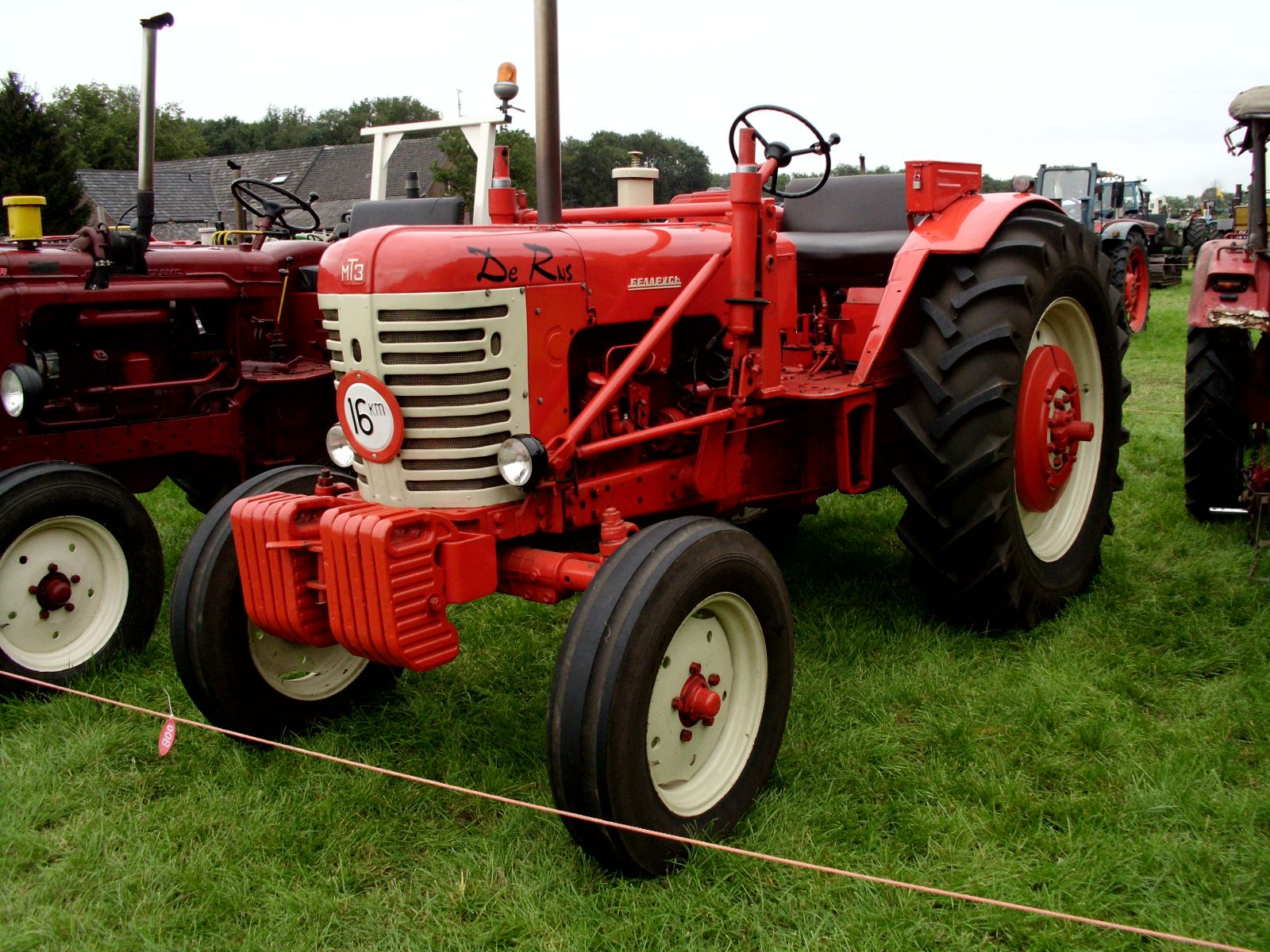
MTZ-5
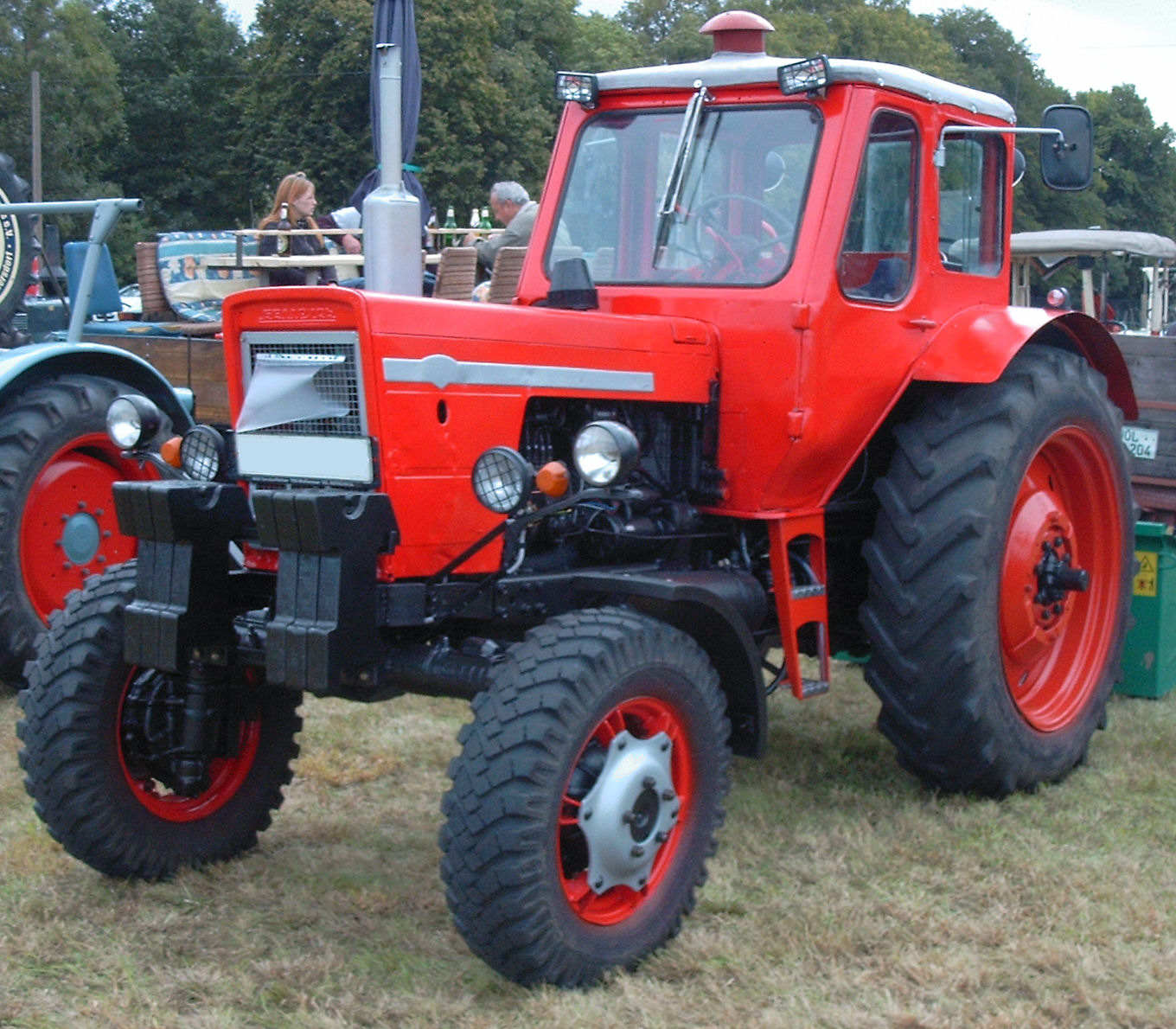
MTZ-52
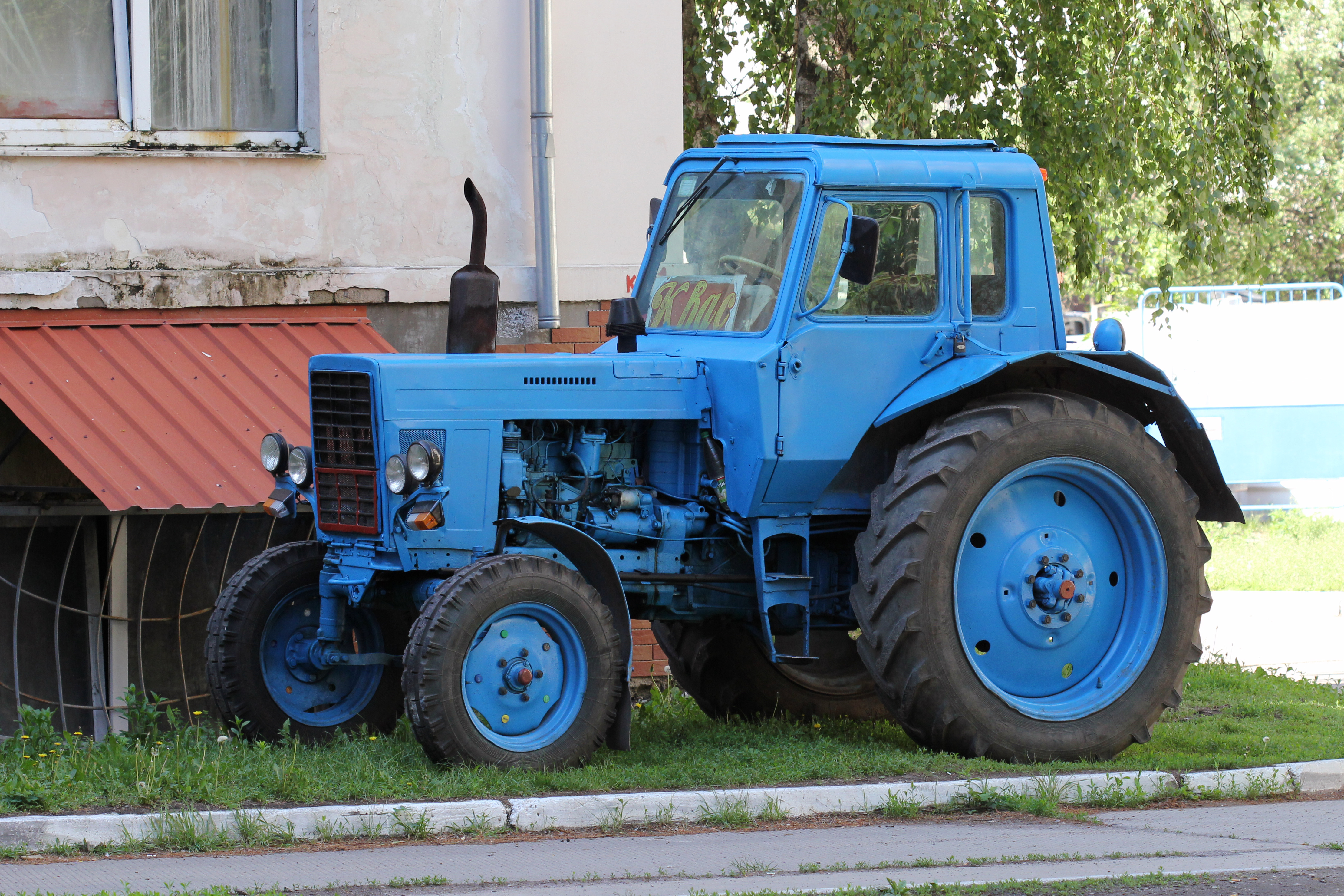
MTZ-80
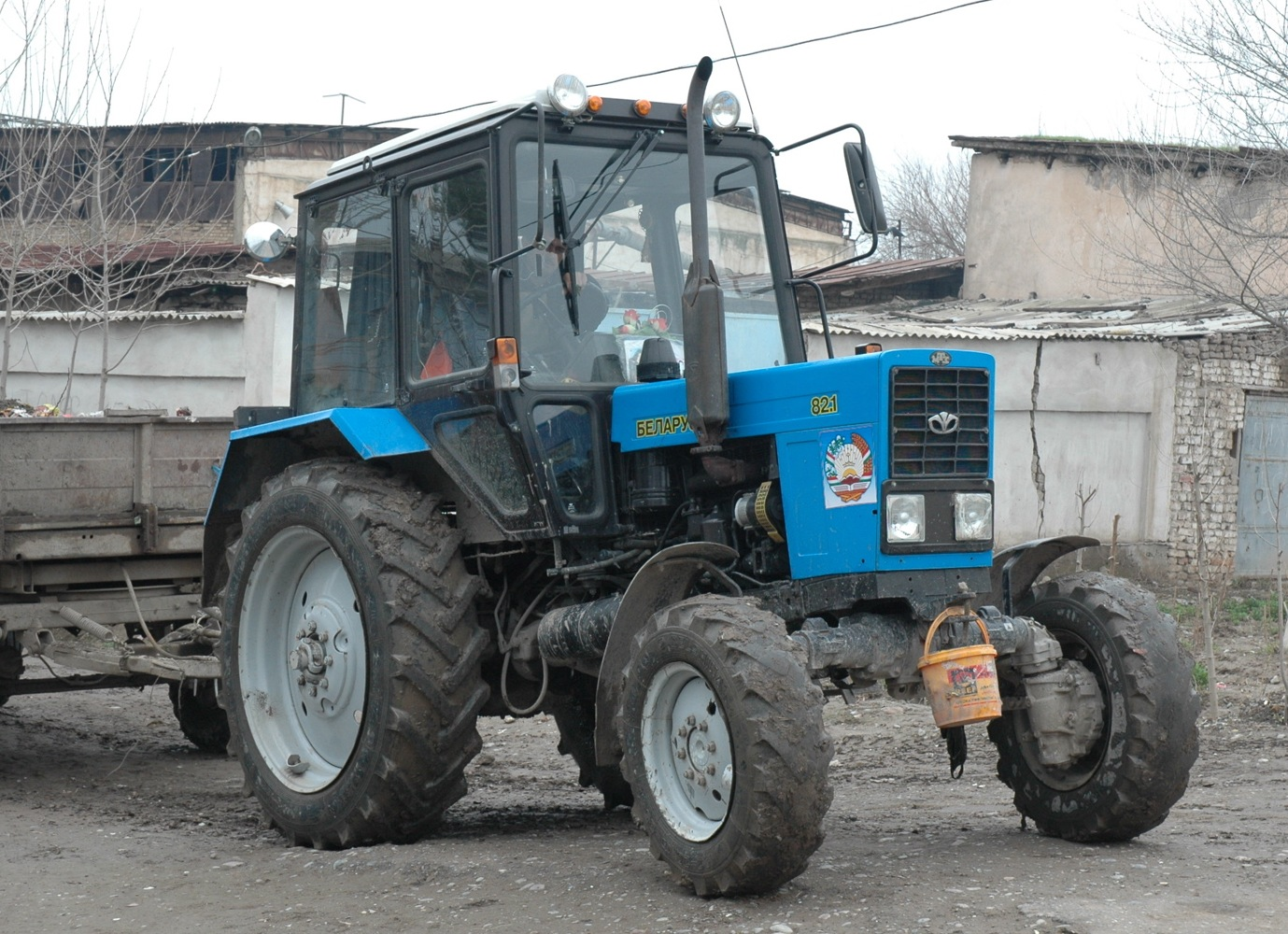
MTZ-82
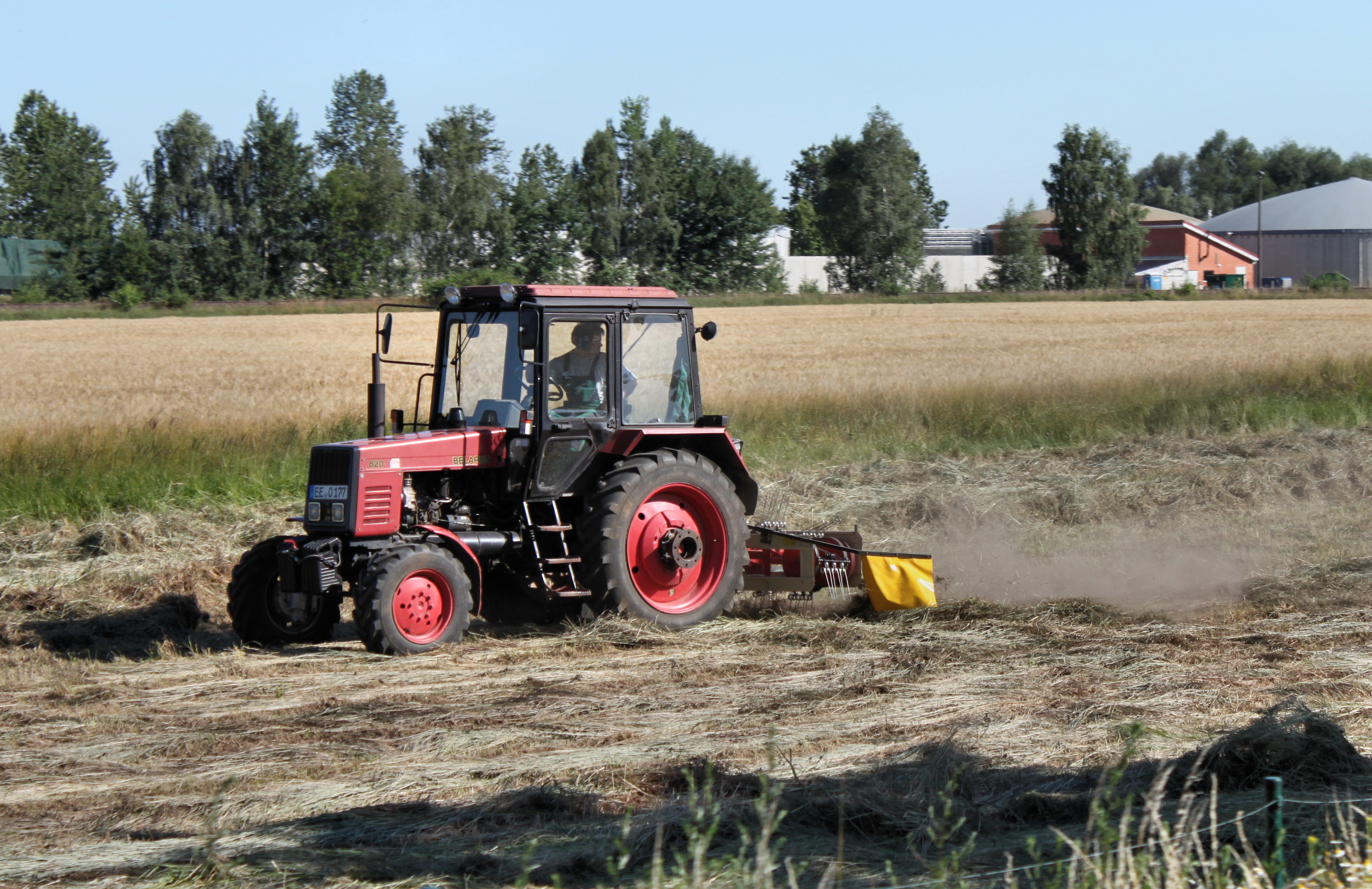
MTZ-820
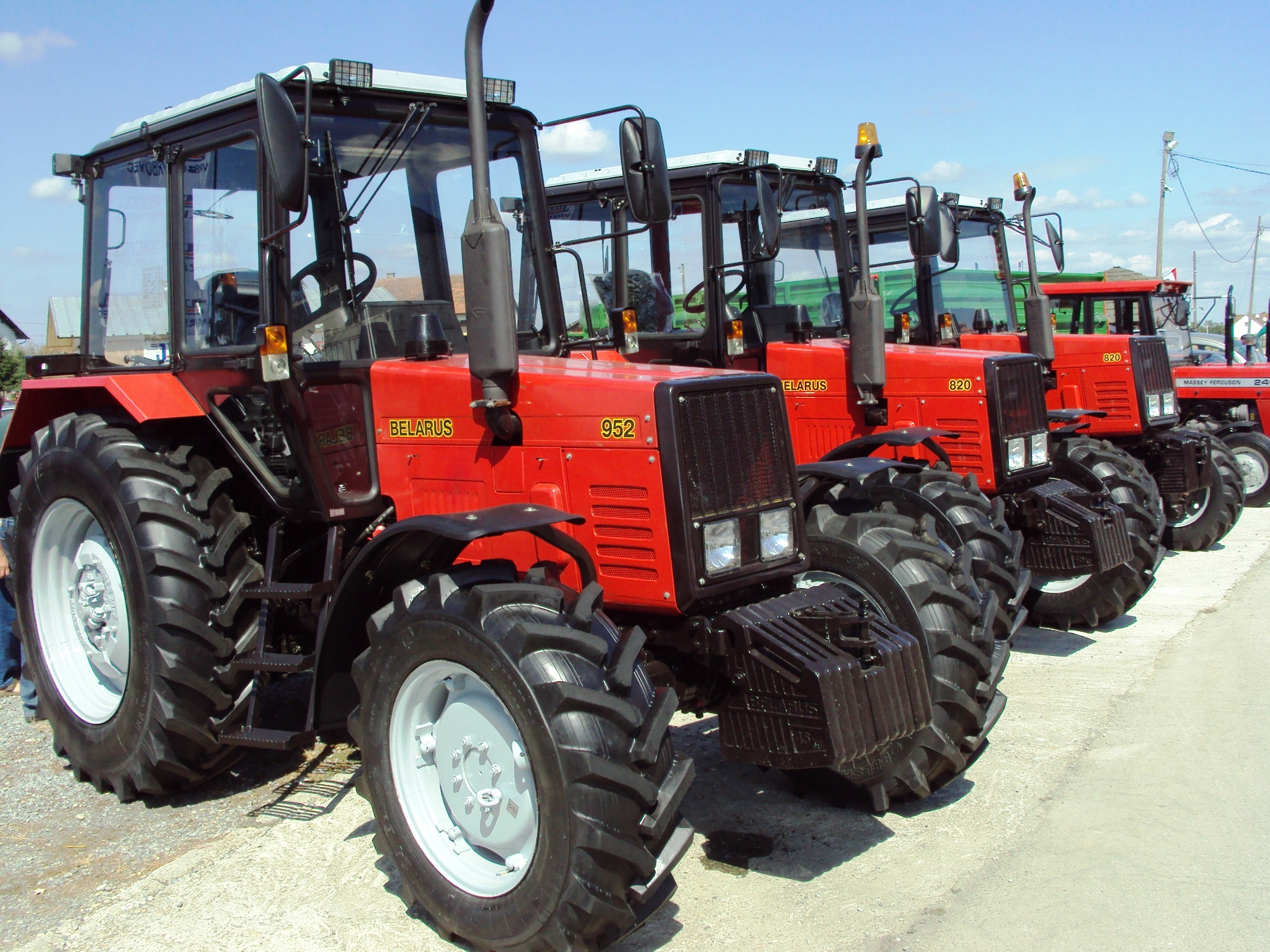
MTZ-952
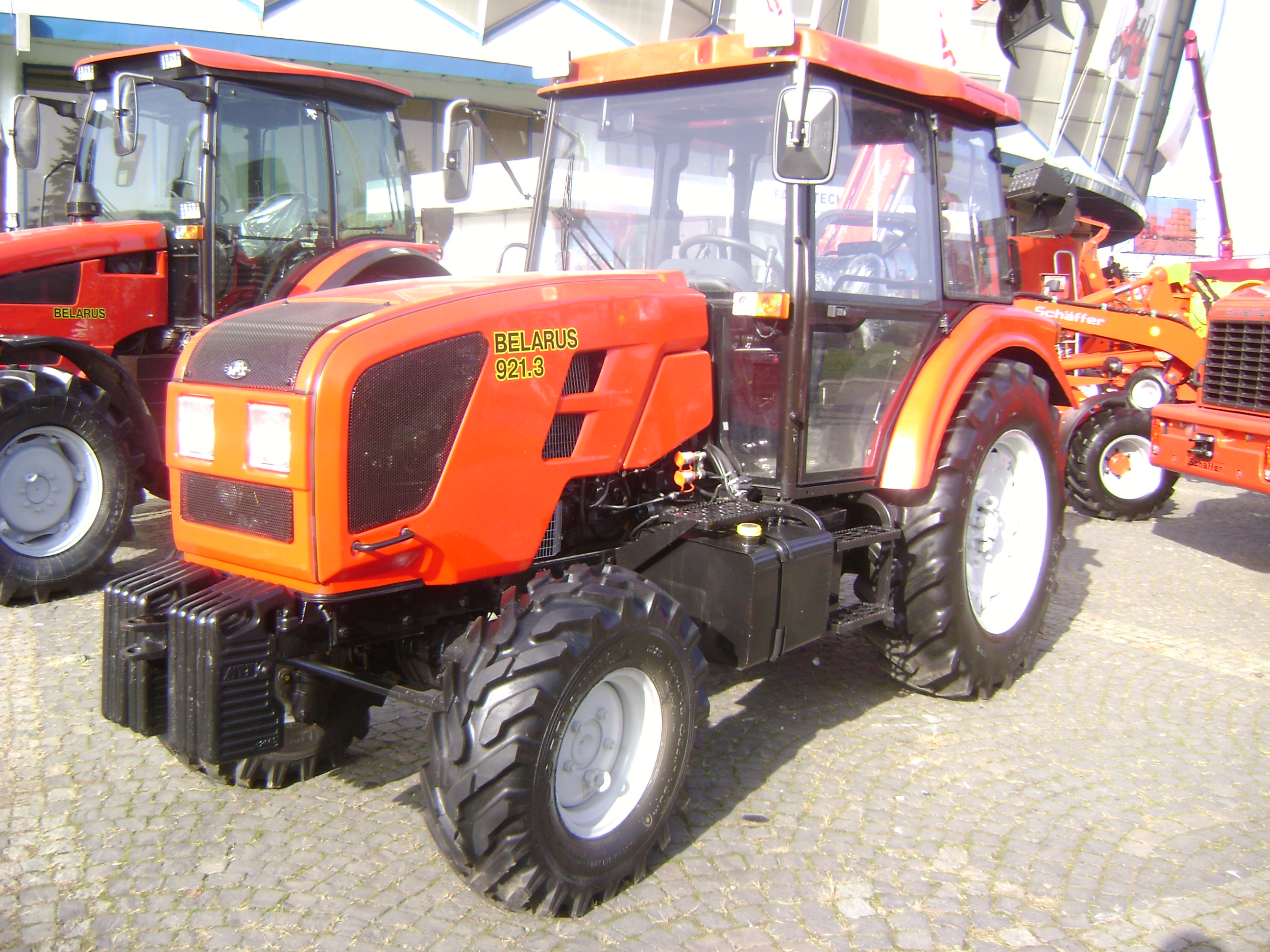
MTZ-921
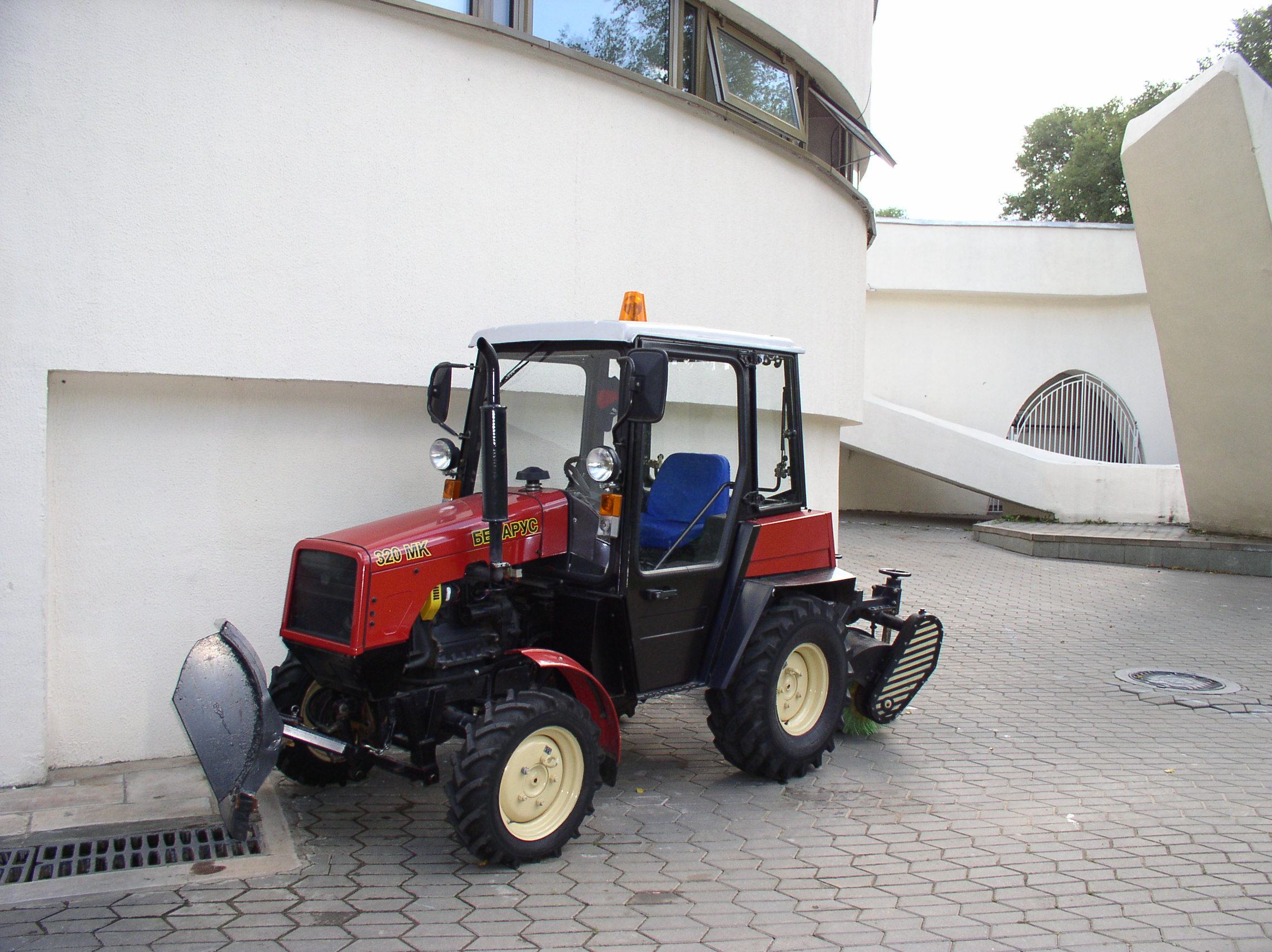
MTZ-320
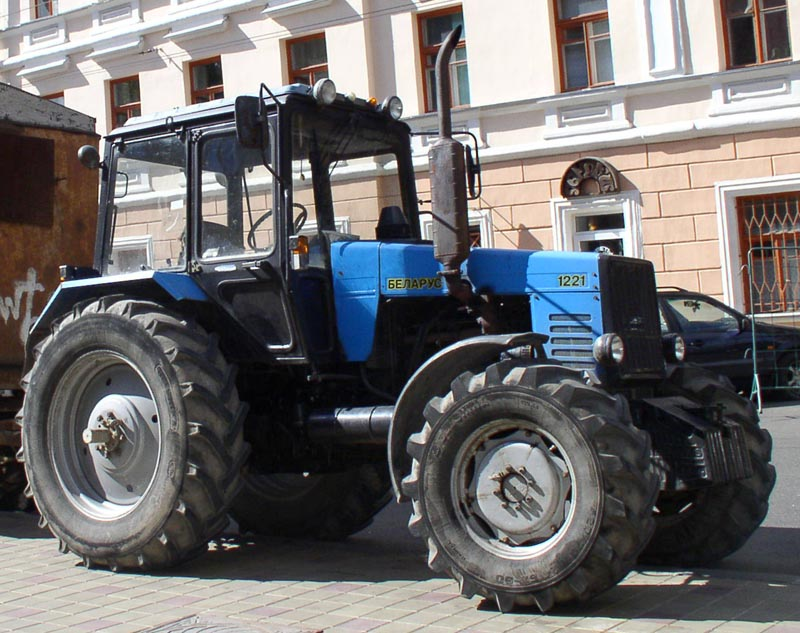
MTZ-1221

## Legături externe
- MTZ official website Arhivat în 9 decembrie 2012, la Wayback Machine.